# کلی-آن باپتیست
کلی-آن باپتیست (انگلیسی: Kelly-Ann Baptiste؛ زادهٔ ۱۴ اکتبر ۱۹۸۶) دونده اهل ترینیداد و توباگو است.
وی در مسابقات کشوری و بین‌المللی در مجموع برندهٔ ۲ مدال طلا شده‌است.